# سی/۱۷۶۰ ای۱
سی/۱۷۶۰ ای۱ سنگ آسمانی بزرگ 1760 (C/1760 A1) نخستین بار در ژانویه ۱۷۶۰ از سوی آبه شیوالیر (Abbe Chevalier) در لیسبون دیده شد. شارل مسیه(Charles Messier) نیز این سنگ آسمانی را در ۸ ژانویه ۱۷۶۰ در پاریس ردیابی نمود. این سنگ آسمانی کشف سوم وی و محاسبه مدار این پیکر آسمانی پنجاه و یکمین مداری بود که از سوی وی محاسبه شده‌است. شارل مسیه، این سنگ آسمانی را برای شش روز در کنار جنگ‌افزار صورت فلکی شکارچی شکارچی رصد نمود.